# Patinet
|  | No s'ha de confondre amb Monopatí. |

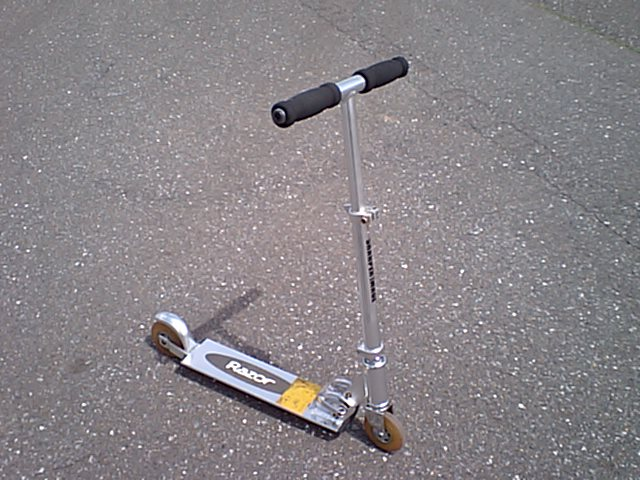
Patinet clàssic

Un patinet és un vehicle o joguina que consisteix, normalment, en una plataforma de metall o de fusta allargada sobre dues o tres rodes en línia i una barra per a governar-la, amb la qual llisquen els patinadors després d'impulsar-se amb un peu contra el terra.
Va néixer com una joguina, però actualment també és un element de transport més utilitzat pels adults en distàncies curtes urbanes i, també és usat per a practicar l'esport anomenat patinet d'estil lliure. Per a usar-lo s'hi ha de muntar a dret, posar les mans sobre el manillar i impulsar-lo utilitzant un dels peus contra el terra.

## Variacions

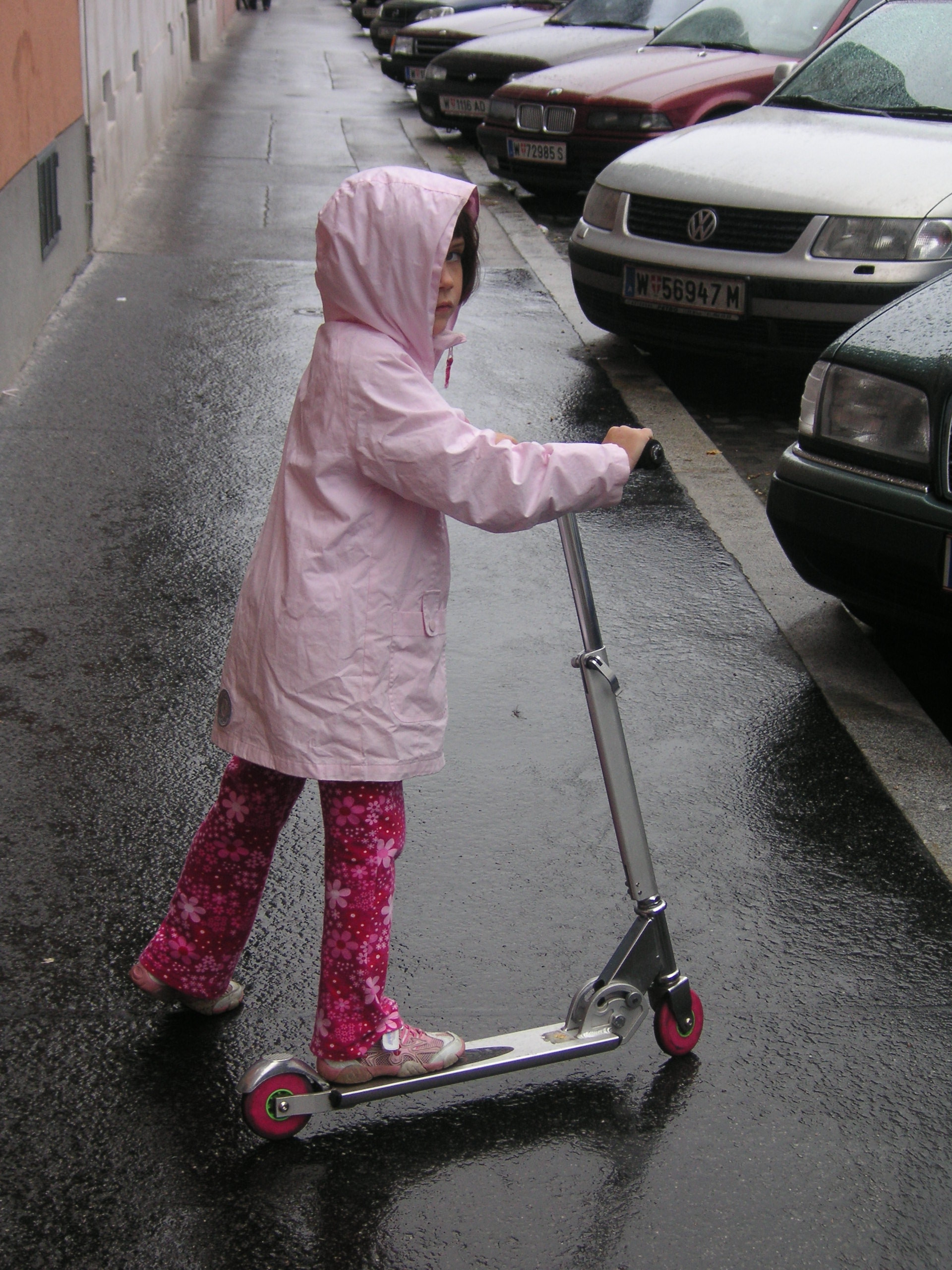
Una nena amb un patinet.

### Tradicional
A la primeria, el patinet, de la dècada del 1960, era fet de manera gairebé artesanal, de fusta amb rodes de goma, i la seva impulsió era donada per un dels peus de la persona.

### Urba
A partir dels anys 1990, van aparèixer versions repensades del patinet, fetes amb materials més lleugers i resistents, com l'alumini, que canviaven les antigues rodes de goma per material sintètic. Un disseny més atractiu i l'estructura més resistent van popularitzar el patinet a tot el món.
Els més actuals són plegables, cosa que els fa més preparats per portar-los en el transport públic

### Freestyle
Aquest tipus de patinet és un dels més moderns, s'utilitza per fer acrobàcies, com en la bicicleta però sense pedals i es va posar a la venda a Espanya en l'any 1994. A aquest tipus de patinet se li va posar el nom de scooter freestyle (patinet d'estil lliure, en anglès).
Amb ell es poden fer: Backflips, Frontflips, Tailwhips, Barspins.. Aquest patinet a diferència dels altres no és plegable, la seva manillar és més llarg que els convencionals, té les rodes més petites i la seva alçada no és ajustable.

### Elèctric

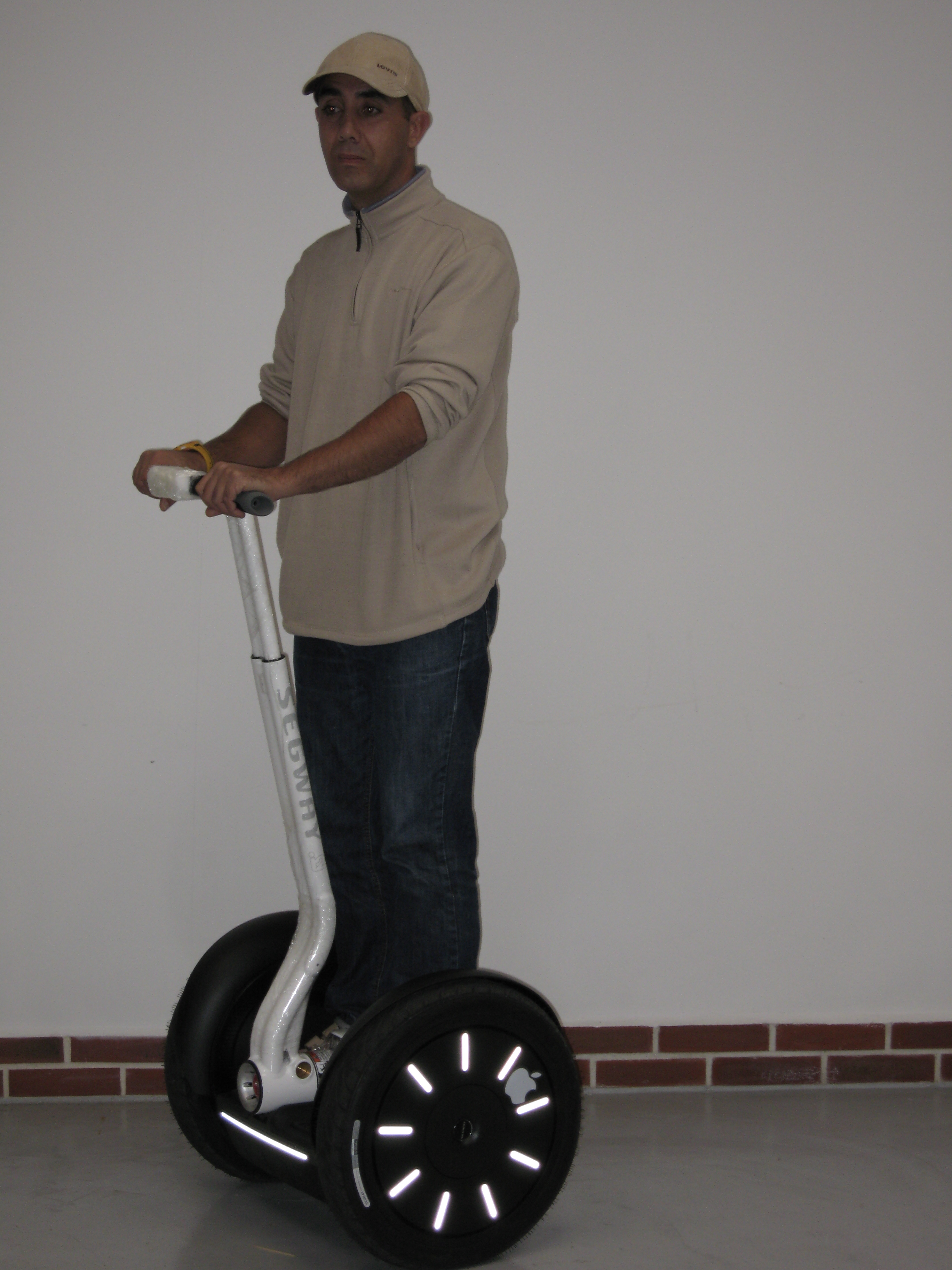
El Segway.

Els patinets elèctrics s'han posat de moda últimament. Estèticament, són com els patinets normals de tota la vida, però integren una bateria i un motor que els permet desplaçar-se amb un mecanisme d'acceleració, disposa manillars (cas de patinets amb manillar) o en altres parts, com ara la base dels peus (cas de patinets elèctrics  Hoverboards).
Aquests patinets elèctrics inclouen generalment connexions  Bluethooth amb les quals poder gestionar, actualitzar i controlar el patinet.
Hi ha molts patinets elèctrics segons la potència del motor: 500W, 700W, 2000W etc. Aquests vehicles elèctrics poden arribar a velocitats de fins a 30 km / h. Un dels més comuns és el patinet elèctric de Xiaomi (m365).
Per a la seva recàrrega, pot utilitzar-se un port USB-C o un carregador específic de 36V o 42v generalment. Hi carregadors de fins a 60V, però són per a bateries de patinets elèctrics que encara estan en fase de desenvolupament i experimental.
Els patinets elèctrics adults són relativament barats i no produeixen emissions nocives, el que els converteixen en un mitjà perfecte per desplaçar-se i en una gran opció per a qualsevol que vulgui un vehicle de mobilitat personal (VMP).
La circulació d'aquests elements elèctrics es fa actualment pels carrils bici, encara que últimament s'està intentant regular més aquest tema.
Cal tenir en compte les normatives de circulació de cada ciutat, ja que en algunes està prohibida la seva circulació per les voreres i han de fer-ho pel carril bici.
També van ser desenvolupades versions impulsades per motor de combustible fòssil, en els quals l'usuari no necessita empènyer la joguina amb el peu. Més recentment, va ser llançat un patinet de motor elèctric amb disseny i controls futuristes, el Segway.